# Korea Południowa na Zimowych Igrzyskach Olimpijskich 1984
Koreę Południową na Zimowych Igrzyskach Olimpijskich 1984 reprezentowało 15 zawodników – jedenastu mężczyzn i cztery kobiety. Był to dziewiąty start reprezentacji Korei Południowej na zimowych igrzyskach olimpijskich.

## Skład reprezentacji

### Narciarstwo alpejskie
Mężczyźni
| Zawodnik      | Konkurencja   | Czas              | Miejsce |
| ------------- | ------------- | ----------------- | ------- |
| Park Byung-ro | Zjazd         | 1:59.74           | 52      |
| Park Byung-ro | Gigant slalom | Zdyskwalifikowany | –       |
| Park Byung-ro | Slalom        | Nie ukończył      | –       |
| Kim Jin-hae   | Zjazd         | 2:01.96           | 57      |
| Kim Jin-hae   | Gigant slalom | Zdyskwalifikowany | –       |
| Kim Jin-hae   | Slalom        | 2:17.45           | 31      |
| Yoo Woo-youn  | Zjad          | 2:02.67           | 58      |
| Yoo Woo-youn  | Gigant slalom | Zdyskwalifikowany | –       |
| Yoo Woo-youn  | Slalom        | 2:21.45           | 35      |

### Biathlon
Mężczyźni
| Zawodnik        | Konkurencja | Czas      | Kara | Miejsce |
| --------------- | ----------- | --------- | ---- | ------- |
| Hwang Byung-dae | 10 km       | 44:43.2   | 6    | 62      |
| Hwang Byung-dae | 20 km       | 1:49:49.9 | 15   | 60      |

### Biegi narciarskie
Mężczyźni
| Zawodnik      | Konkurencja   | Czas                   | Miejsce |
| ------------- | ------------- | ---------------------- | ------- |
| Park Ki-ho    | Bieg na 15 km | 48:55.6                | 62      |
| Park Ki-ho    | Bieg na 30 km | 1.45:41.9              | 60      |
| Kim Bo-nam    | Bieg na 15 km | 52:04.4                | 72      |
| Cho Sung-hoon | Bieg na 15 km | Nie zakwalifikował się | –       |
| Cho Sung-hoon | Bieg na 30 km | 1.50:32.1              | 67      |

### Łyżwiarstwo figurowe
Mężczyźni
| Zawodnik      | Konkurencja | Nota | Miejsce |
| ------------- | ----------- | ---- | ------- |
| Cho Jae-hyung | Soliści     | 46.0 | 23      |

Kobiety
| Zawodniczka  | Konkurencja | Nota | Miejsce |
| ------------ | ----------- | ---- | ------- |
| Kim Hae-sung | Solistki    | 45.4 | 23      |

### Łyżwiarstwo szybkie
Mężczyźni
| Zawodnik     | Konkurencja     | Czas     | Miejsce |
| ------------ | --------------- | -------- | ------- |
| Lee Young-ha | Bieg na 500 m   | 39.90    | 28      |
| Lee Young-ha | Bieg na 1000 m  | 1:19.55  | 28      |
| Lee Young-ha | Bieg na 1500 m  | 2:02.45  | 23      |
| Lee Young-ha | Bieg na 5000 m  | 7:39.17  | 27      |
| Lee Young-ha | Bieg na 10000 m | 15:34.48 | 27      |
| Na Yoon-soo  | Bieg na 500 m   | 40.35    | 31      |
| Na Yoon-soo  | Bieg na 1000 m  | 1:19.94  | 30      |
| Na Yoon-soo  | Bieg na 1500 m  | 2:03.90  | 30      |
| Na Yoon-soo  | Bieg na 5000 m  | 7:42.45  | 30      |
| Bae Ki-tae   | Bieg na 1500 m  | 2:04.18  | 32      |
| Bae Ki-tae   | Bieg na 5000 m  | 7:50.82  | 39      |

Kobiety
| Zawodniczka    | Konkurencja    | Czas    | Miejsce |
| -------------- | -------------- | ------- | ------- |
| Lee Yeon-ju    | Bieg na 500 m  | 43.75   | 23      |
| Lee Yeon-ju    | Bieg na 1000 m | 1:29.80 | 31      |
| Lee Yeon-ju    | Bieg na 1500 m | 2:18.34 | 28      |
| Choi Seung-yun | Bieg na 500 m  | 44.79   | 29      |
| Choi Seung-yun | Bieg na 1000 m | 1:32.31 | 35      |
| Choi Seung-yun | Bieg na 1500 m | 2:17.80 | 26      |
| Lee Kyung-ja   | Bieg na 1000 m | 1:31.11 | 34      |
| Lee Kyung-ja   | Bieg na 1500 m | 2:17.96 | 27      |
| Lee Kyung-ja   | Bieg na 3000 m | 5:07.12 | 24      |